# Lee’s Summit
Lee’s Summit – miasto w Stanach Zjednoczonych, w stanie Missouri, w hrabstwach Jackson i Cass. Należy do obszaru metropolitalnego Kansas City. W 2019 roku liczy 99,4 tys. mieszkańców i jest szóstym co do wielkości miastem w stanie.